# Derrick Williams (Basketballspieler)
Derrick LeRon Williams (* 25. Mai 1991 in La Mirada, Kalifornien) ist ein US-amerikanischer Basketballspieler, der seit 2022 bei Panathinaikos Athen unter Vertrag steht. Beim NBA-Draft 2011 wurde Williams an zweiter Stelle von den Minnesota Timberwolves ausgewählt.

## Karriere

### College
Derrick Williams entschied sich nach der High School auf Anregung von Tim Floyd zunächst für das College der University of Southern California. Aufgrund eines Skandals verließ jedoch USC-Trainer Floyd noch vor der College-Saison das Team. Daraufhin bat auch Williams um die Freigabe, auf ein anderes College wechseln zu dürfen. Diese Freigabe wurde erteilt, und kurz darauf nahm Williams ein Stipendium der University of Arizona an. Bereits in seiner ersten Saison wusste Williams zu überzeugen und wurde als All-American und Pac-10 Freshmen des Jahres ausgezeichnet.
In seiner zweiten Saison bei den Wildcats steigerte sich Williams noch einmal und führte seine Mannschaft zum Gewinn der Meisterschaft in der Pac-10. Für diese Leistung wurde er als Spieler des Jahres  der Pac-10 ausgezeichnet. Beim NCAA-Turnier führte er seine Mannschaft ins Elite Eight. Jedoch verloren die Wildcats mit 63:65 gegen den späteren NCAA-Meister Connecticut. Auch nach der College-Saison wurde Williams mit vielen Auszeichnungen geehrt. Viele Fachleute räumten ihm gute Chancen ein, künftig in der NBA zu spielen; Williams traf die Entscheidung, sich zum NBA-Draft anzumelden.

### NBA
Beim NBA-Draft 2011 wurde Williams an zweiter Stelle von den Minnesota Timberwolves ausgewählt. Am 28. Februar erreichte er gegen die Los Angeles Clippers mit 27 Punkten seinen bisherigen Karrierebestwert. Seine Rookie-Saison beendete er mit durchschnittlich 8,0 Punkten, 4,7 Rebounds und 0,6 Assists. Sein zweites Jahr schloss Williams mit 12,0 Punkten und 5,5 Rebounds ab. Er profitierte vor allem von den häufigen Verletzungen des nominellen Power Forwards Kevin Love, die ihm viel Spielzeit verschafften. Am 9. Dezember 2013 erzielte Williams gegen die Dallas Mavericks 31 Punkte und stellte einen neuen Karrierebestwert auf.
Am 26. November 2013 wurde Williams im Tausch für Luc Mbah a Moute zu den Sacramento Kings transferiert. Auch bei den Kings schaffte Williams nicht den Durchbruch und blieb Mittelmaß. In seinen zwei Jahren in Sacramento gelangen ihm 8,4 Punkte und 3,5 Rebounds pro Spiel.
Im Sommer 2015 wurde er vertragslos und unterschrieb bei den New York Knicks. Ein Jahr später wechselte Williams zu den Miami Heat. Anfang Februar 2017 wurde er von den Heat zu Gunsten Okaro Whites freigestellt. Am 9. Februar 2017 unterzeichnete er einen auf zehn Tage begrenzten Vertrag bei den Cleveland Cavaliers. Nach einem zweiten Zehntagesvertrag wurde er von den Cavaliers für den Rest der Saison verpflichtet und erreichte mit diesen das NBA-Finale, wo man jedoch den Golden State Warriors unterlag.
Im Dezember 2017 wechselte Williams zu den Tianjin Gold Lions in die chinesische Basketballliga CBA. In 15 Spielen kam Williams dabei auf 20,0 Punkte und 6,6 Rebounds im Schnitt.
Im März 2018 folgte Williams einem Angebot der Los Angeles Lakers, die ihn mit einem Zehntagesvertrag ausstatteten. Für die Kalifornier bestritt Williams nur zwei Saisonspiele, in denen er nur auf Kurzeinsätze kam.
Anfang Oktober 2018 wechselte der Forward zum FC Bayern München in die Basketball-Bundesliga. Von Bayerns Präsident Uli Hoeneß wurde Williams als „Glücksfall“ für die Münchener Mannschaft bezeichnet. Er gewann mit dem FCB im Spieljahr 2018/19 die deutsche Meisterschaft, Williams trug zu diesem Erfolg in 37 Bundesligaspielen im Durchschnitt 11,4 Punkte je Begegnung bei.
Williams verließ München nach einem Spieljahr und wurde im Juli 2019 von der türkischen Spitzenmannschaft Fenerbahçe Istanbul verpflichtet. Er bestritt 15 Ligaspiele für die Mannschaft und erzielte 10,9 Punkte je Begegnung.
Im Sommer 2020 wurde er vom Valencia Basket Club unter Vertrag genommen und erreichte dort einen Schnitt von 9,0 Punkte und 3,1 Rebounds pro Spiel. Im Juni 2021 wurde Williams bei Maccabi Tel Aviv B.C. unter Vertrag genommen. Überraschenderweise verpasste er mit dem israelischen Serienmeister den Gewinn des Titels, sondern schied mit Maccabi Anfang Juni 2022 im Meisterschaftshalbfinale aus. Williams bestritt in der israelischen Liga 17 Hauptrundenspiele für Tel Aviv, er kam auf 9,7 Punkte je Begegnung. In der Meisterschaftsendrunde steigerte sich in sieben Begegnungen auf einen Schnitt von 14,4 Punkten.
In der Sommerpause 2022 holte ihn Panathinaikos Athen in sein Aufgebot.